# Naukati Bay
Naukati Bay és una concentració de població designada pel cens dels Estats Units a l'estat d'Alaska. Segons el cens del 2000 tenia 135 habitants.

## Demografia
Segons el cens del 2000, Naukati Bay tenia 135 habitants, 60 habitatges, i 34 famílies La densitat de població era de 10,9 habitants/km².
Dels 60 habitatges en un 36,7% hi vivien nens de menys de 18 anys, en un 36,7% hi vivien parelles casades, en un 6,7% dones solteres, i en un 43,3% no eren unitats familiars. En el 41,7% dels habitatges hi vivien persones soles el 5% de les quals corresponia a persones de 65 anys o més que vivien soles. El nombre mitjà de persones vivint en cada habitatge era de 2,25 i el nombre mitjà de persones que vivien en cada família era de 3,03.
Per edats la població es repartia de la següent manera: un 32,6% tenia menys de 18 anys, un 1,5% entre 18 i 24, un 34,8% entre 25 i 44, un 28,9% de 45 a 60 i un 2,2% 65 anys o més.
L'edat mediana era de 37 anys. Per cada 100 dones hi havia 150 homes. Per cada 100 dones de 18 o més anys hi havia 160 homes.
La renda mediana per habitatge era de 27.500 $ i la renda mediana per família de 32.917 $. Els homes tenien una renda mediana de 51.875 $ mentre que les dones 0 $. La renda per capita de la població era de 15.950 $. Aproximadament el 6,9% de les famílies i el 9,4% de la població estaven per davall del llindar de pobresa.

## Poblacions més properes
El següent diagrama mostra les poblacions més properes.